# هيلين سيوهولم
هيلين سيوهولم (بالسويدية: Helen Sjöholm)‏ هي موسيقية ومغنية وممثلة سويدية، ولدت في 10 يوليو 1970 في السويد. من الجوائز التي نالتها دكتوراه فخرية سنة 2012 وThaliapriset ‏ والقناع الذهبي ‏ سنة 2002 والقناع الذهبي ‏ سنة 2009.

## جوائز
- دكتوراه فخرية (2012)
- Thaliapriset [الإنجليزية]‏
- القناع الذهبي [الإنجليزية]‏ (2002)
- القناع الذهبي [الإنجليزية]‏ (2009)

## وصلات خارجية
- هيلين سيوهولم على موقع IMDb (الإنجليزية)
- هيلين سيوهولم على موقع ميتاكريتيك (الإنجليزية)
- هيلين سيوهولم على موقع روتن توميتوز (الإنجليزية)
- هيلين سيوهولم على موقع ألو سيني (الفرنسية)
- هيلين سيوهولم على موقع ميوزك برينز (الإنجليزية)
- هيلين سيوهولم على موقع أول موفي (الإنجليزية)
- هيلين سيوهولم على موقع قاعدة بيانات الأفلام السويدية (السويدية)
- هيلين سيوهولم على موقع أول ميوزيك (الإنجليزية)
- هيلين سيوهولم على موقع ديسكوغز (الإنجليزية)
- هيلين سيوهولم على موقع قاعدة بيانات الفيلم (الإنجليزية)